# Landshut–Rottenburg-vasútvonal
A Neumarkt-Sankt Veit–Landshut-vasútvonal (Pfettrachtalbahn) egy normál nyomtávolságú, egyvágányú, nem villamosított vasúti mellékvonal Németországban Landshut és Rottenburg an der Laaber között. A vasútvonal hossza 27,46 km. A vasútvonalon 1900. október 29-én volt az első próbamenet, majd ezután nem sokkal hivatalosan is megnyílt. A pálya jelenleg csak Neuhausen állomásig járható.